# Metionina racemasa
La metionina racemasa (EC 5.1.1.2) es una enzima que cataliza la siguiente reacción química:
Por lo tanto esta enzima posee un único sustrato, la L-metionina, y un único producto, la D-metionina. Esta enzima actúa sobre el carbono 2 de la metionina, que es quiral, cambiando su configuración absoluta de 2(S) a 2(R). 
Esta enzima pertenece a la familia de las isomerasas, más concretamente a la de racemasas y epimerasas que actúan sobre aminoácidos y derivados. El nombre sistemático de esta enzima es metionina racemasa. Utiliza como cofactor al piridoxal fosfato.